# Dimitar Marashliev
Dimitar Marashliev (Harmanli, 31 de agosto de 1947 - Sofía, 12 de julio de 2018) fue un futbolista búlgaro que se desempeñaba como delantero. 

## Carrera
Marashliev comienza su carrera en el club de su ciudad, el Hebros a los 13 años. Estuvo allí tres temporadas hasta que es fichado por el Maritsa Plovdiv en 1963. Tres años después, Marashliev hace su debut en la Primera División Búlgara con el Spartak Plovdiv, donde jugó seis partidos y marcó dos goles.
En octubre de 1966, Marashliev fichó por el CSKA Sofía. En diez años que defendió la camiseta del club, ganó seis títulos de liga y cuatro Copas. Marashliev marcó un total de 4 goles en tres de las finales de Copa (1969 contra el Levski Sofia, dos en 1972 contra el Slavia Sofia y 1974 contra el Levski Sofia.
Después de abandonar el CSKA a finales de la 1975–76, Marashliev fichó por el Cherno More de la Segunda División búlgara, marcando 8 goles en 16 partidos. se retiró a finales de la temporada 1976–77 con 30 años.
Marashliev jugó con la selección búlgara, jugando ocho partidos y marcando tres goles. Formó parte de la selección búlgara en el Mundial de México 1970.

## Clubes
| Club            | País     | Año       | Partidos | Goles |
| --------------- | -------- | --------- | -------- | ----- |
| Maritsa Plovdiv | Bulgaria | 1963–1966 |          |       |
| Spartak Plovdiv | Bulgaria | 1966      | 6        | 2     |
| CSKA Sofía      | Bulgaria | 1966–1976 | 244      | 73    |
| Cherno More     | Bulgaria | 1976-1977 | 19       | 8     |

## Palmarés

### Club
CSKA Sofia
- Grupo A (6): 1968–69, 1970–71, 1971–72, 1972–73, 1974–75, 1975–76
- Copa de Bulgaria (4): 1969, 1972, 1973, 1974